# Sportovní automobily

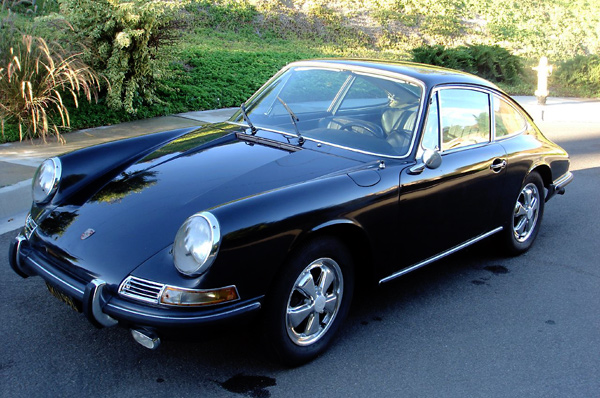
Porsche 911 S (1967)

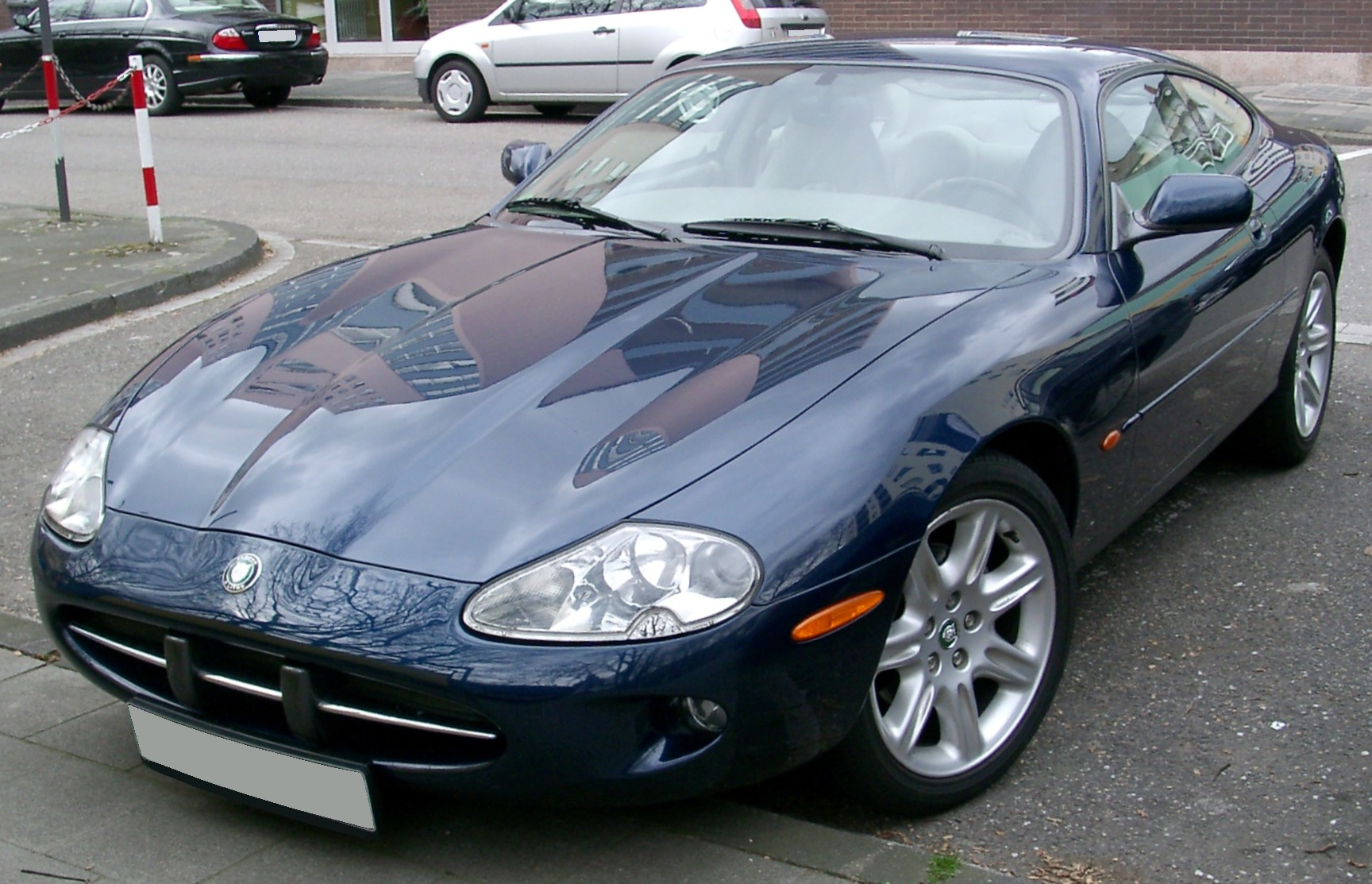
Jaguar XK8 (1996)

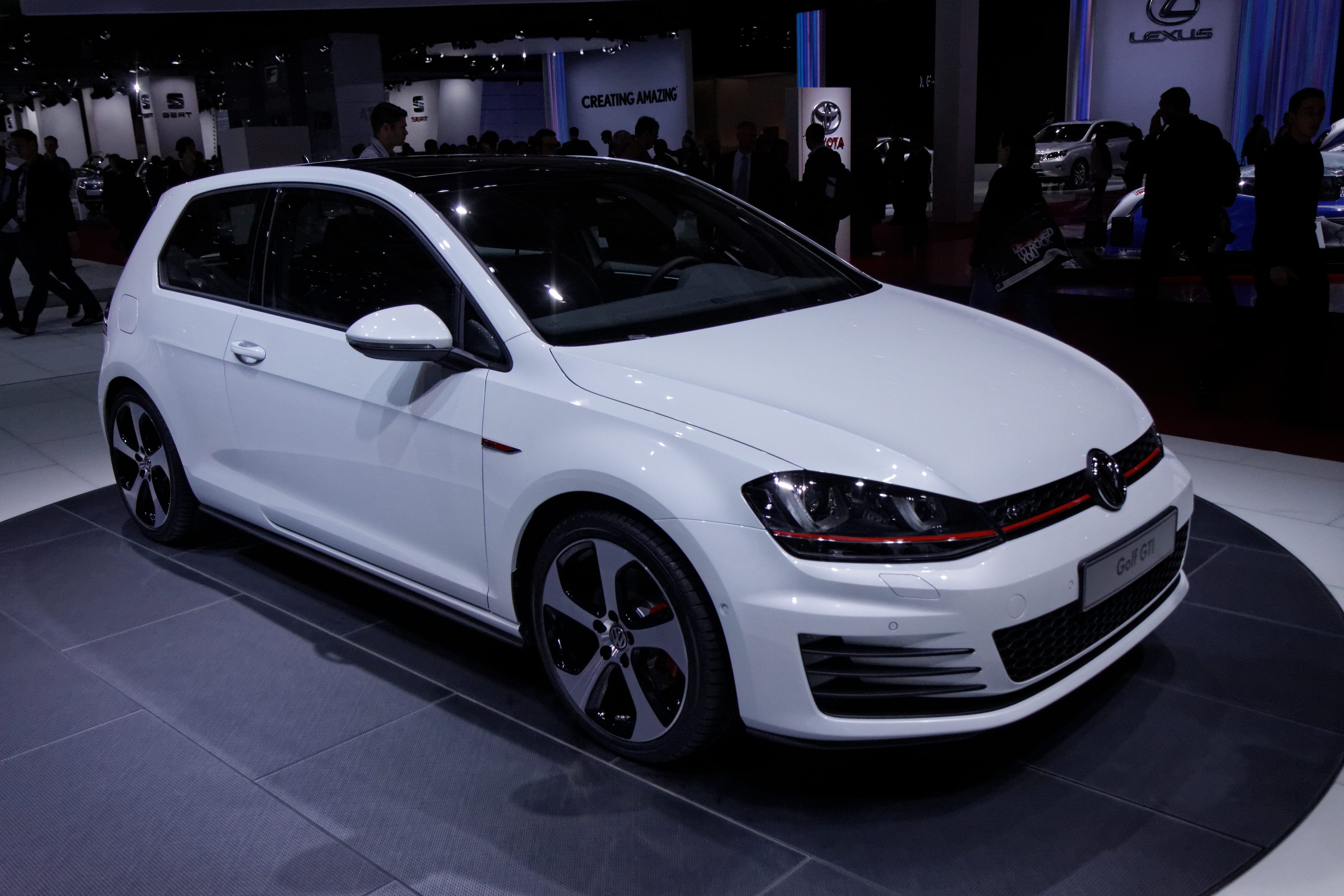
Volkswagen Golf GTI (2012)

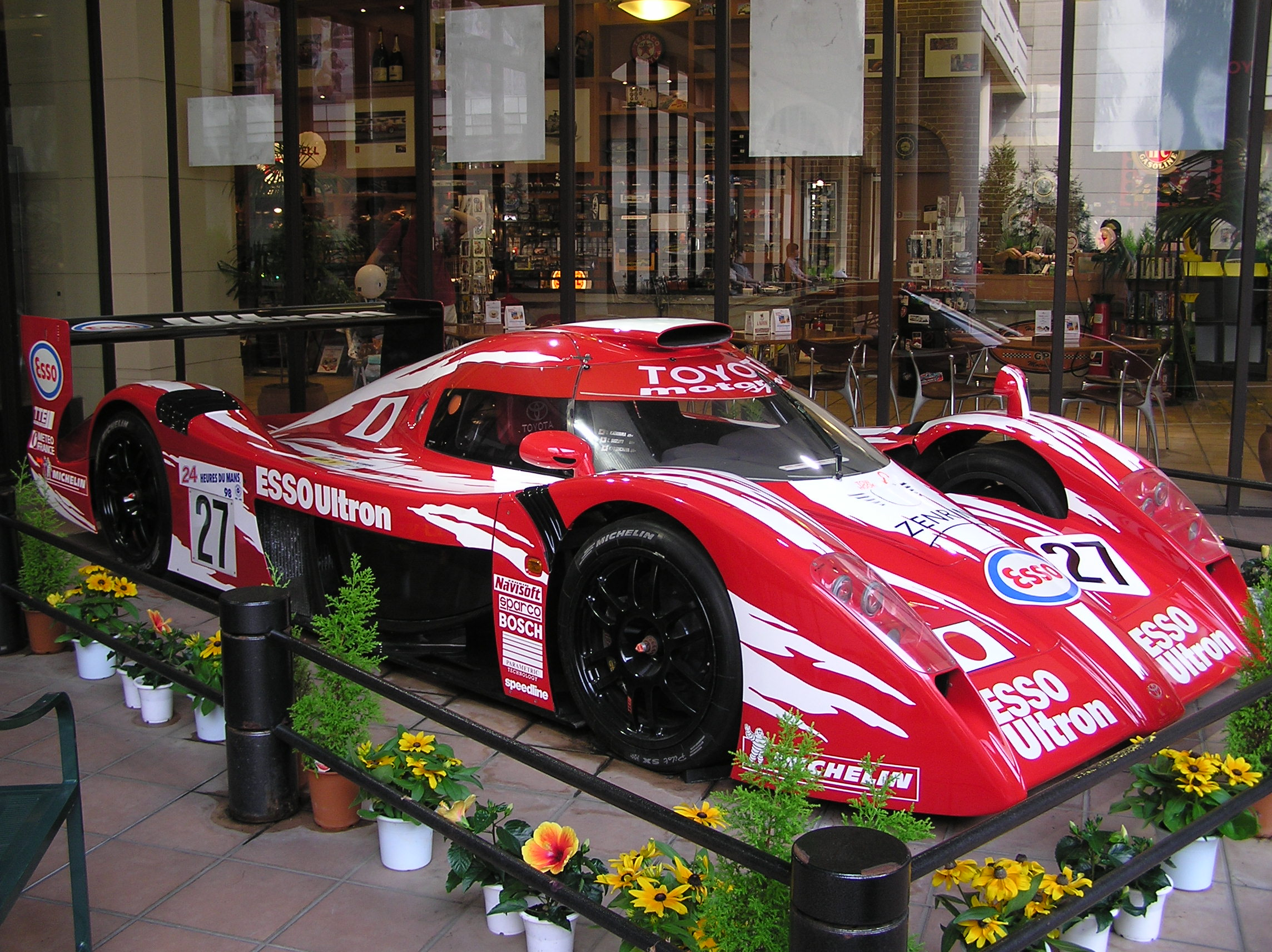
Závodní sportovní prototyp Toyota GT-One (1998)

Sportovní automobily (segment či třída G) je kategorie automobilů, u nichž je kladen větší důraz na dynamiku jízdy než na praktičnost. Zároveň se však jedná o civilní automobily, které musí splňovat všechny technické předpisy pro provoz na veřejných komunikacích. Termín "sportovní automobil" označuje celé spektrum vozů, od upravených běžných cestovních automobilů (např. Opel Astra OPC), přes čistě sportovní vozy (např. Porsche 911) až po nejextrémnější kategorii "supersportů" či "hypersportů" (např. Bugatti Veyron či LaFerrari).
Anglický výraz "sports car" obvykle označuje pouze čistokrevné sportovní automobily, nikoli upravené běžné vozy.

## Některé kategorie sportovních automobilů
Sportovní vozy se rozdělují do několika kategorií např. podle konstrukce, výkonu či míry exkluzivity. Tyto kategorie nejsou přesně definovány a hranice mezi nimi je nejasná. Jeden automobil může být označován hned několika různými pojmy, přičemž některé tyto pojmy jsou pouze marketingová označení, jiné pocházejí až z dob počátků automobilismu a jejich definice se mezitím změnila.
Grand tourer (GT) - velmi široký pojem původně označující luxusní sportovní vůz s motorem vpředu. Dnes jsou do této kategorie řazeny takřka všechny luxusní sportovní automobily, včetně např. Porsche 911, které má motor vzadu. Vrcholným zástupcem je např. Ferrari F12berlinetta.

Hot hatch - sportovní hatchback (Peugeot 205 GTI, Volkswagen Golf GTI, Ford Focus ST...).

Kupé - opět velice široký pojem všeobecně označující automobily většinou sportovního charakteru s uzavřenou dvoudveřovou karoserií.

Muscle car - původně americký dvoudveřový sportovní automobil obvykle s výkonným motorem V8. 

Roadster - sportovní automobil s odnímatelnou střechou, dvěma sedadly a motorem obvykle vpředu (Mazda MX-5, BMW Z3...).

Supersportovní automobil ("supersport") - vysoce výkonný exkluzivní sportovní vůz, obvykle s motorem uprostřed (např. Ferrari 458 Italia). Podmnožinou supersportovního automobilu je pak hypersportovní automobil ("hypersport") - řidčeji užívané označení pro ty nejsilnější, nejrychlejší, nejdražší a nejexkluzivnější civilní vozy (Koenigsegg Agera, McLaren P1...).

## Závodní sportovní automobil
Závodní sportovní automobil je široký pojem. Zahrnuje jak upravené původně civilní sportovní vozy - všeobecně označované jako GT vozy či "gétéčka", tak i tzv. sportovní prototypy, které mají s běžnými civilními vozy jen málo společného. Nejvýznamnějším závodem konaným pro tyto vozy je 24 hodin Le Mans a z tradice tohoto podniku se GT vozy a sportovní prototypy na rozdíl od formulí účastní spíše vytrvalostních závodů. I to se ale v poslední době změnilo a v roce 2010 byl vytvořen šampionát MS vozů GT1, jehož závody mají podobu jednohodinových sprintů. Závodní sportovní vozy se ale účastní např. i závodů do vrchu či rallye.

### Nejvýznamnější závody sportovních automobilů
- Le Mans 24 hodin
- Sebring 12 hodin
- Daytona 24 hodin
- Nürburgring 24 hodin
- Spa 24 hodin
- RAC Tourist Trophy
- Monza 1000 km
- Targa Florio
- Mille Miglia

## Příklady dalších sportovních automobilů
- Alfa Romeo Giulietta
- Alpine A106
- Aston Martin DB9
- BMW řady 8
- Bristol Fighter
- Ferrari 599 GTB Fiorano
- Lamborghini Diablo
- Subaru Impreza WRX
- Volvo C70
- DeLorean DMC-12